# Pyroraptor
Pyroraptor – rodzaj ptakopodobnego późnokredowego teropoda z rodziny dromeozaurów (Dromaeosauridae).
Jego nazwa oznaczająca „rabuś olimpijskiego ognia” (gr. πυρ pur, πυρος puros „ogień”; łac. raptor, raptoris „złodziej, grabieżca”, od rapere „chwycić, zawładnąć”) odnosi się do faktu, że jego skamieniałości znaleziono w czasie igrzysk olimpijskich, po pożarze lasu. Znany z zębów, kości ramienia oraz nogi. Osiągał około 2 metrów długości. Występował na terenach dzisiejszej Francji, w późnej kredzie, ok. 70 mln lat temu.
W miniserialu (składających się z 4 odcinków) dokumentalnym Planeta dinozaurów (ang. Dinosaur Planet) można było zobaczyć w jednym odcinku Pyroraptora o imieniu Brzuchacz w roli głównej.